# Entosthodon hybridus
Entosthodon hybridus là một loài Rêu trong họ Funariaceae. Loài này được (R. Ruthe) Loeske mô tả khoa học đầu tiên năm 1929.